# سيراوند (دربندرود)
سیراوند (بالفارسية: سیراوند) هي قرية تقع في إيران في قسم دربندرود الريفي. يقدر عدد سكانها بـ 531 نسمة بحسب إحصاء 2016.

## أعلام
- ياسمينة السيراوندية